# ओ
Cette page contient des caractères spéciaux ou non latins. S’ils s’affichent mal (▯, ?, etc.), consultez la page d’aide Unicode.
ओ, transcrit o ou ō, est une voyelle de l’alphasyllabaire devanagari.

## Représentations informatiques
Ses Unicode sont :
| formes       | représentations | chaînes de caractères | points de code | descriptions                     |
| ------------ | --------------- | --------------------- | -------------- | -------------------------------- |
| indépendante | ओ               | ओ                     | U+0913         | lettre devanagari o              |
| dépendante   | ो                | ◌ो                     | U+094B         | diacritique voyelle devanagari o |